# Brookesia decaryi
Brookesia decaryi е вид влечуго от семейство Хамелеонови (Chamaeleonidae). Видът е застрашен от изчезване.

## Разпространение
Разпространен е в Мадагаскар.

## Описание
Популацията на вида е намаляваща.